# Splatting
Splatting is een volume rendering techniek. Deze techniek zorgt ervoor dat een model van een 3D-figuur vertaald wordt naar pixelinformatie. Splatting valt binnen de volume rendering onder de categorie Direct Volume Rendering.

## Voxel projectie
Splatting is een variant op voxelprojectie. Hierbij wordt de kleurwaarde van een volume element (voxel) vertaald naar een kleurpatroon, ook wel een "voetafdruk" (Engels: footprint) genoemd.
In het geval van splatting worden voxels van voor naar achter geprojecteerd op het scherm. Dit betekent dat objecten in de 3D-wereld die het dichtst bij het projectievlak liggen, het eerst behandeld worden.
Bij het projecteren van een voxelwaarde naar een voetafdruk, moet men zich voorstellen dat men achter een raam staat (het projectievlak). Telkens wordt vanaf een bepaald punt een verfbommetje op het raam gegooid op een punt op het raam. De afdruk die het verfbommetje achterlaat, is de voetafdruk. In 3D zullen nu achterelkaar meerdere verfbommetjes op hetzelfde punt op het raam gegooid worden. Het mengsel van alle verfkleuren is het eindresultaat.
In iets formelere termen wordt voor ieder voxel het volgende gedaan:
1. De kleur en de transparantie van het voxel worden bepaald.
2. De plaats waarde projectie van het voxel op het projectievlak wordt bepaald.
3. De voetafdruk van het voxel op het projectievlak wordt bepaald; De kleurwaarde van het voxel op het projectievlak wordt "gekopieerd", verdeeld over meerdere pixels.
4. De voetafdrukken van andere voxels per pixel worden gecombineerd aan de hand van achterliggende kleuren.